# Сан Фатукио (Перуђа)
Сан Фатукио је насеље у Италији у округу Перуђа, региону Умбрија.
Према процени из 2011. у насељу је живело 791 становника. Насеље се налази на надморској висини од 294 м.